# Samsung Galaxy S4 Mini
O Samsung Galaxy S4 Mini é um smartphone Android desenvolvido pela Samsung Electronics. Anunciado em 31 de maio de 2013 e lançado em julho de 2013, o S4 Mini é um modelo mid-range de seu carro-chefe Galaxy S4 e um sucessor para o Galaxy S III Mini. Ele tem um design, hardware e recursos de software semelhante ao seu homólogo ponta de linha.

## Especificações
O S4 Mini utiliza uma variante quase idêntica de design de hardware do Galaxy S4. Internamente, possui um dual-core 1.7 GHz Snapdragon 400 com 1,5 GB de RAM, 8 GB de armazenamento expansível e um QHD 4,27 polegadas (540 x 960 pixel) tela Super AMOLED e bateria de 1900 mAh. O S4 Mini também inclui uma câmera de 1.9 megapixels (MP) frontal, e uma câmera traseira de 8 megapixels.

### Software e atualizações
Da mesma forma que o S4, o S4 Mini vem com Android 4.2 e software da Samsung TouchWiz, embora alguns recursos presentes no S4 não estão disponíveis (como Air Gestos, Air View, Multi-janela, Pausa inteligente, Smart Rotation e Smart Scroll).
O S4 Mini foi atualizado em Junho de 2014 para o Android 4.4.2 "KitKat", trazendo algumas mudanças menores como visto no Galaxy S4 e S4 Active.
Quando perguntado se o Samsung Galaxy S4 Mini iria receber a atualização para o Lollipop em 24 de abril de 2015, a filial britânica da operadora de telecomunicações 'Three' declarou que não iria receber a atualização "Lollipop", culpando "limitações de memória '. No entanto, a filial irlandesa da 'Three' afirmou mais tarde no mesmo dia, em que o S4 Mini iria de fato obter a atualização "Lollipop" e que devia começar a ficar disponível nas próximas semanas. Mesmo que a Samsung do Reino Unido e a operadora dos EUA Sprint confirmou que o S4 Mini receberá a atualização Lollipop, vários retweets da própria Samsung sugere que este foi desinformação afirmando que tinha falhado o teste inicial para a atualização.

### Variantes Internacionais
A versão mini S4 para a maioria da Europa, América Latina, África do Sul e alguns países da Ásia contém uma bateria mAh, NFC 1900, além de NFC ainda é padrão no Galaxy S4 comum.
The Galaxy S4 Mini é disponibilizado em:
- GSM & HSDPA (GT-I9190);
- LTE (GT-I9195), with NFC;
  - GT-I9195L, exclusively for Latin America
  - GT-I9195T, exclusivo para Australia
- Dual SIM (GT-I9192), with 16 GB de memória interna em algumas regiões;
- LTE (GT-I9197), sem NFC;
- TD-SCDMA (GT-I9198).
- Canadian AWS LTE (SGH-I257M)
- Verizon LTE (SCH-I435)[6]

### Samsung Galaxy S4 Mini Plus (GT-I9195I)
Em 3 de agosto de 2015, a Samsung lançou uma versão atualizada do S4 Mini chamado de Mini S4 Plus (também conhecido como S4 Mini Value Edition). Ele apresenta um novo processador de 1.2 GHz quad core. O resto das especificações permanecem as mesmas.